# The Skatalite!
The Skatalite! – piąty album studyjny The Skatalites, jamajskiej grupy muzycznej wykonującej ska; ukazał się także pod tytułem Plus. 
Płyta została wydana w roku 1969 przez Treasure Isle Records i była w zasadzie kompilacją nagrań zarejestrowanych przez Duke'a Reida w ciągu kilkunastu miesięcy istnienia zespołu na przełomie lat 1964-65. Oprócz dziewięciorga członków założycieli zespołu, w sesjach tych wzięli również udział tacy muzycy jak Val Bennett, Arkland "Drumbago" Parks czy Oswald "Baba" Brooks. Produkcją nagrań zajął się Duke Reid.
W roku 1997 nakładem francuskiej wytwórni Jet Set Records ukazała się reedycja albumu na płycie CD.

## Lista utworów

### Strona A
1. "Yard Broom"
2. "Carry-Go-Bring-Come"
3. "Twelve Minutes To Go"
4. "Magic"
5. "Strolling In"
6. "Dan-De-Lion"

### Strona B
1. "Apanga"
2. "Eastern Standard Time"
3. "Rough & Tough"
4. "Musical Store Room"
5. "When You Call My Name"
6. "River Bank"

## Muzycy

### The Skatalites
- Roland Alphonso - saksofon tenorowy
- Tommy McCook - saksofon tenorowy
- Lester "Ska" Sterling - saksofon altowy
- Don Drummond - puzon
- Johnny "Dizzy" Moore - trąbka
- Lloyd Brevett - kontrabas
- Jerome "Jah Jerry" Haynes - gitara
- Lloyd Knibb - perkusja
- Jackie Mittoo - fortepian

### Gościnnie
- Val Bennett - saksofon altowy
- Oswald "Baba" Brooks - trąbka
- Karl Bryan - trąbka
- Raymond Harper - trąbka
- Frank Anderson - trąbka
- Harold McKenzie - gitara
- Arkland "Drumbago" Parks - perkusja
- Gladstone Anderson - fortepian
- Theophilus Coakley - fortepian